# Sebastian Telfair
Sebastian Telfair (nascut el 9 de juny de 1985 a Brooklyn, Nova York) és un jugador nord-americà de bàsquet que milita als Phoenix Suns de l'NBA.

## Carrera

### High School
Telfair va acudir a l'Abraham Lincoln High School, des del qual va saltar a l'NBA, convertint-se amb la seva alçada d'1,83 en el jugador més baixet a ser triat en el draft procedent de l'institut. Durant el seu any sènior, Sebastian es va comprometre amb la Louisville Cardinals i amb el seu entrenador Rick Pitino. No obstant això va decidir saltar al profesionalisme i deixar en l'estacada l'opció de l'NCAA.

### NBA
Sebastian Telfair va ser triat per Portland Trail Blazers en el lloc 13 del draft de 2004. L'1 de gener de 2005, Telfair va quallar el seu primer gran partit en l'NBA, amb 14 punts, 5 rebots i 5 assistències. Al mes següent, el febrer, el tècnic Kevin Pritchard, que havia substituït a Maurice Cheeks, va posar de titular a Telfair i aquest va respondre amb nombres decents, però la mala sort es va encebar amb ell perdent-se 23 dels últims 28 partits i acabant Portland amb el pitjor rècord des de 1975. Va acabar la temporada 2004-05 amb 6.8 punts i 3.3 assistències.
La temporada 2005-06, amb Nate McMillan de nou tècnic, Telfair va començar la campanya com a base titular. La seva producció va créixer poc, però encara eren molts els quals consideraven que era molt inexpert per a ser titular del lloc de base. El desembre de 2005 va sofrir una lesió en el seu dit pulgar que el va obligar a perdre's 12 partits en els quals Steve Blake li va guanyar el lloc. Amb l'equip sense cap opció de col·locar-se en playoffs, Telfair va aconseguir el 5 d'abril de 2006 davant Houston Rockets la seva primera cistella guanyadora. Promitjà 9.5 punts i 3.6 assistències.
El 28 de juny de 2006, Telfair va ser traspassat, juntament amb Theo Ratliff i una 2a ronda de 2008, a Boston Celtics a canvi de Dan Dickau, Raef LaFrentz i la 7a elecció del draft de 2006, que va ser Randy Foye, però que seria després traspassat a Minnesota Timberwolves pel 6è, Brandon Roy.
L'aposta va sortir malament, ja que en Boston va tenir un rendiment molt pobre, 6.1 punts i 2.8 assistències. A la fi de juliol de 2007, va ser traspassat a Minnesota Timberwolves juntament amb Ryan Gomes, Theo Ratliff, Al Jefferson i Gerald Green a canvi de l'aler pivot Kevin Garnett.

## Incidents
- El 15 de febrer de 2005 els Blazers el van multar després de trobar-li una pistola en el jet privat de l'equip a l'Aeroport Internacional de Boston. El jugador va afirmar que l'arma pertanyia a la seva xicota Samantha i que sense voler s'havia dut la seva bossa a l'hora de viatjar amb l'equip.
- El 16 d'octubre de 2006 la policia va investigar una possible relació del jugador amb el tiroteig del cantant de rap Fabolous, que va rebre un tir en la cama a la sortida de la discoteca Justin's. Telfair es trobava en la discoteca aquesta nit i el tiroteig es va produir poc després que al base dels Celtics li arrenquessin del coll una cadena valorada en 50.000 dòlars.
- El 20 d'abril de 2007 Sebastian Telfair va ser detingut per dur una pistola després que la policia el parés per anar a massa velocitat. Conduïa a més de 120 km/h en una zona on no es podien passar els 70 km/h. Telfair es trobava a Nova York i anava amb un amic en el cotxe. Per si no n'hi hagués prou, conduïa amb un carnet de Florida que estava caducat i duia sota el seient del co-pilot una pistola del calibre 45. De manera que va ser detingut per possessió d'armes de segon grau, per conduir sense llicència i per sobrepassar el límit de velocitat.